# Калаики
Калаиките (на гръцки: kaleikói (καλλαικοι); лат.: Callaici oder Gallaeci; Kallaiker) са келтски народ.
Вероятоно произлизат първоначално от френския Атлантически бряг и се преселват в днешна Галисия в Северозападна Испания, на която дават името. Живели са близо до лузитаните.
Около 136 пр.н.е. калаиките са победени от консула и прокосула на Испания Децим Юний Брут Калаик, който получава допълнителното си име Калаик.